# 玛拉·艾伦
玛拉·艾伦（英語：Mara Allen，1987年2月11日—），美国女子赛艇运动员。她曾代表美国参加世界赛艇锦标赛，获得一枚金牌和一枚铜牌，其中金牌来自于女子八人单桨有舵手项目，铜牌则来自于女子四人单桨无舵手项目。